# 李氏纓鬚鰍
李氏纓鬚鰍為輻鰭魚綱鯉形目沙鰍科的其中一種，為熱帶淡水魚，分布於亞洲印尼'馬來西亞及汶萊淡水流域，體長可達10.3公分，棲息在底層水域，以甲殼類、昆蟲、蠕蟲等為食，生活習性不明。

## 扩展阅读
維基物種上的相關：李氏纓鬚鰍